# Sertularella brandti
Sertularella brandti är en nässeldjursart som beskrevs av Linko 1912. Sertularella brandti ingår i släktet Sertularella och familjen Sertulariidae. Inga underarter finns listade i Catalogue of Life.